# Trận Arras (1914)
Trận Arras lần thứ nhất là một cuộc giao chiến giữa quân đội Pháp và Đức ở miền bắc nước Pháp, trong cuộc "Chạy đua ra biển" – cuộc vận động về eo biển Anh trên Mặt trận phía Tây của cuộc Chiến tranh thế giới thứ nhất. Trong trận đánh này, các lực lượng do tướng Louis Maud'huy chỉ huy thuộc tập đoàn quân số 2 của Pháp đã tiến hành bọc sườn đối phương nhưng bị buộc phải triệt thoái sau các cuộc phản công của thái tử Rupprecht xứ Bayern và tập đoàn quân số 6 của đế quốc Đức. Với sự tham chiến của các tập đoàn quân số 1, 2 và 7, quân Đức đã chiếm được Lens từ tay quân Pháp, mặc dù quân Pháp giữ được Arras.
Sau cuộc giao tranh tại Albert, tổng tư lệnh quân đội Pháp là Joseph Joffre đã phái tướng Maud'huy thực hiện một cố gắng mới nhằm bọc sườn quân đội Đức nằm giữa Arrras và Lens. Trận chiến mở đầu với cuộc giao tranh của kỵ binh về phía đông nam thành phố Arras vào ngày 30 tháng 9 năm 1914. Vào ngày 1 tháng 10, các lực lượng của Maud'huy đã bắt đầu tiến đánh về hướng đông, và ban đầu, bước tiến của quân Pháp đã trở nên thuận lợi. Tuy nhiên, đối diện với quân Pháp là tập đoàn quân số 6 của Đức do thái tử Rupprecht chỉ huy – vốn cũng có những ý định tương tự đối phương và đã được lệnh tiến công quân Pháp xung quanh Arras từ tổng tham mưu trưởng Erich von Falkenhayn vào cuối tháng 9. Rupprecht đã quyết định cầm chân quân Pháp tại Arras, trong khi di chuyển các lực lượng của ông về hướng bắc thành phố để đánh bọc sườn trái của quân Pháp. Các cuộc phản công của Rupprecht đã tỏ ra hiệu quả, và đến ngày 4 tháng 10 quân Pháp có nguy cơ bị hợp vây: các đơn vị Đức đã thực hiện bước tiến thuận lợi ở hướng bắc Arras, chiếm giữ thành phố Lens lân cận. Về phía nam, quân Đức gây khó khăn cho các lực lượng nội địa Pháp và tạo nên một lỗ hổng trên chiến tuyến của Pháp.
Lo sợ mất miền bắc Pháp, Joffre đã tiến hành tái cấu trúc lực lượng ở vùng phụ cận. Lực lượng của Maud'huy được tách khỏi tập đoàn quân số 2 và trở thành tập đoàn quân số 10 – cả hai lực lượng này đều được đặt dưới quyền tướng Ferdinand Foch. Từ ngày 5 tháng 10 năm 1914, Foch quyết tâm giữ lấy Arras. Sang đến ngày 6 tháng 10, quân đội của Rupprecht trên đà thắng lợi tiếp tục tiến công và đoạt được cao điểm Vimy nhìn xuống thành phố . Tuy nhiên, quân Pháp vẫn làm chủ Arras, và cuối ngày hôm ấy, Falkenhayn đã chấm dứt tấn công. Tiền tuyến quanh Arras đã bắt đầu ổn định, bất chấp các đợt phản kích của quân Pháp.